# Озеров Микола Миколайович
Мико́ла Микола́йович О́зеров (11 грудня 1922, Москва, РСФРР — 2 червня 1997, Москва, Російська Федерація) — радянський тенісист, актор, спортивний коментатор. Народний артист РРФСР (1973). Лауреат Державної премії СРСР (1982). Заслужений майстер спорту СРСР (1947).
Народився в родині оперного співака Миколи Озерова на рік пізніше від свого брата Юрія Озерова, який надалі став кінорежисером. Праправнук відомого духовного композитора 19-го століття — Михайла Виноградова.
1934-го став чемпіоном Москви з тенісу серед хлопчиків. З 1941 — майстер спорту з тенісу, з 1947 — заслужений майстер спорту СРСР.
У 1941 вступив на акторський факультет «ГІТІС», який закінчив у 1946 і влаштувався на роботу в МХАТ, де зіграв більше 20 ролей.
29 серпня 1950 провів перший самостійний репортаж про футбольний матч «Динамо» — ЦДКА.
У 1950–1988 — спортивний коментатор радіо і телебачення. Вів репортажі з п'ятнадцяти Олімпійських ігор, тридцяти чемпіонатів світу з хокею, восьми чемпіонатів світу з футболу і шести чемпіонатів Європи з футболу, всього як коментатор побував у 49 країнах світу.
1973-го присвоєно звання народний артист РРФСР.
Наприкінці 1980-х був обраний головою спортивного товариства «Спартак».

## Вшанування памяті
У 2019 році вийшла спортивна драма Лев Яшин. Воротар моєї мрії, де звучав голос  Озерова.

## Книги
- Озеров Н. Всю жизнь за синей птицей. – Litres, 2018.